# Investigadoras de la Policía Federal
Investigadoras de la Policía Federal (dt. Ermittlerinnen der Bundespolizei), verkürzt als Investigadoras PF bezeichnet, ist eine mexikanische Frauenfußballmannschaft der mexikanischen Bundespolizei (Policía Federal).

## Heimspielstätte
Als Heimspielstätte dient das Centro de Mando de la Policía Federal im Bezirk Iztapalapa im Osten von Mexiko-Stadt.
Die moderne Sportanlage diente auch bereits als Trainingscamp der mexikanischen Männerfußballnationalmannschaft.

## Erfolge
Im Jahr 2012 gewann die Mannschaft beide Turniere der mexikanischen Frauenfußballmeisterschaft. In der im ersten Halbjahr ausgetragenen Clausura 2012 gewann die auch Selección Femenil de Fútbol de la Policía Federal (dt. Frauenfußballauswahlmannschaft der Bundespolizei) genannte Mannschaft das Finale gegen Ángeles Morva und in der im zweiten Halbjahr ausgetragenen Apertura 2012 konnten die Fußballfrauen der Polizei sich gegen den Club Laguna durchsetzen.